# Campeonato Mundial de Halterofilismo de 2009 - Até 77 kg masculino
A competição masculina na divisão dos médios (–77 kg) foi realizada em 24 de novembro de 2009.

## Calendário
Os competidores foram divididos em três grupos:
| Dia            | Horário | Fase    |
| -------------- | ------- | ------- |
| 24 de novembro | 13:00   | Grupo C |
| 24 de novembro | 16:00   | Grupo B |
| 24 de novembro | 19:00   | Grupo A |

## Medalhistas
| Prova     | Ouro               | Ouro   | Prata                     | Prata  | Bronze         | Bronze |
| --------- | ------------------ | ------ | ------------------------- | ------ | -------------- | ------ |
| Arranque  | Lu Xiaojun (CHN)   | 174 kg | Tigran Martirossian (ARM) | 170 kg | Su Dajin (CHN) | 165 kg |
| Arremesso | Sa Jae-hyouk (KOR) | 205 kg | Lu Xiaojun (CHN)          | 204 kg | Su Dajin (CHN) | 200 kg |
| Total     | Lu Xiaojun (CHN)   | 378 kg | Tigran Martirossian (ARM) | 370 kg | Su Dajin (CHN) | 365 kg |

## Recordes
Antes desta competição, os recordes mundiais da categoria eram os seguintes:
| Recorde         | Tipo      | Atleta                   | Peso   | Local   | Data                |
| Recorde mundial | Arranque  | Serguei Filimonov (KAZ)  | 173 kg | Almati  | 9 de abril de 2004  |
| Recorde mundial | Arremesso | Oleg Perepetchonov (RUS) | 210 kg | Trenčín | 27 de abril de 2001 |
| Recorde mundial | Total     | Plamen Jeliazkov (BUL)   | 377 kg | Doha    | 27 de Março de 2002 |

## Resultados
Ref.
| Pos. | Atleta                    | Grupo | Peso (kg) | Arranque (kg) | Arranque (kg) | Arranque (kg) | Arranque (kg) | Arremesso (kg) | Arremesso (kg) | Arremesso (kg) | Arremesso (kg) | Total (kg) |
| Pos. | Atleta                    | Grupo | Peso (kg) | 1             | 2             | 3             | Pos.          | 1              | 2              | 3              | Pos.           | Total (kg) |
| ---- | ------------------------- | ----- | --------- | ------------- | ------------- | ------------- | ------------- | -------------- | -------------- | -------------- | -------------- | ---------- |
| 1    | Lu Xiaojun (CHN)          | A     | 76,35     | 165           | 170           | 174           | 1             | 200            | 204            | 211            | 2              | 378        |
| 2    | Tigran Martirossian (ARM) | A     | 76,44     | 165           | 170           | 170           | 2             | 200            | 200            | 205            | 4              | 370        |
| 3    | Su Dajin (CHN)            | A     | 76,34     | 160           | 165           | 165           | 3             | 200            | 205            | 205            | 3              | 365        |
| 4    | Sa Jae-hyouk (KOR)        | A     | 76,54     | 160           | 165           | 165           | 5             | 205            | 212            | 212            | 1              | 365        |
| 5    | Iván Cambar (CUB)         | A     | 76,30     | 153           | 158           | 160           | 4             | 192            | 196            | 196            | 6              | 356        |
| 6    | Tarek Yehia (EGY)         | A     | 76,75     | 155           | 155           | 156           | 8             | 192            | 196            | 197            | 5              | 353        |
| 7    | Erkand Qerimaj (ALB)      | A     | 76,63     | 153           | 153           | 156           | 7             | 187            | 192            | 193            | 8              | 349        |
| 8    | Kim Kwang-hoon (KOR)      | A     | 76,49     | 153           | 153           | 158           | 12            | 193            | 193            | 201            | 7              | 346        |
| 9    | Mikalai Charniak (BLR)    | A     | 76,94     | 155           | 160           | 162           | 6             | 182            | 185            | 189            | 14             | 345        |
| 10   | Yukio Peter (NRU)         | B     | 76,71     | 144           | 149           | 154           | 11            | 181            | 190            | 196            | 10             | 344        |
| 11   | Vladislav Lukanin (RUS)   | B     | 76,42     | 150           | 150           | 155           | 9             | 183            | 188            | 190            | 12             | 343        |
| 12   | Ramzi Bahloul (TUN)       | B     | 76,76     | 146           | 153           | 153           | 13            | 186            | 190            | 193            | 11             | 343        |
| 13   | Armen Ghazaryan (RUS)     | B     | 76,15     | 145           | 150           | 153           | 16            | 180            | 185            | 190            | 13             | 335        |
| 14   | Krzysztof Szramiak (POL)  | A     | 76,84     | 155           | 159           | 159           | 10            | 180            | 185            | 185            | 18             | 335        |
| 15   | Namig Jamilov (AZE)       | B     | 76,85     | 145           | 150           | 153           | 17            | 181            | 186            | 186            | 16             | 331        |
| 16   | Semih Yağcı (TUR)         | B     | 76,94     | 148           | 151           | 153           | 14            | 175            | 180            | 185            | 19             | 331        |
| 17   | Yoshito Shintani (JPN)    | B     | 75,86     | 140           | 145           | 145           | 18            | 180            | 184            | 184            | 15             | 329        |
| 18   | Giorgio De Luca (ITA)     | B     | 73,84     | 141           | 146           | 150           | 15            | 171            | 176            | 176            | 20             | 326        |
| 19   | Iurii Chykyda (UKR)       | B     | 76,76     | 145           | 151           | 151           | 20            | 175            | 180            | 180            | 17             | 325        |
| 20   | Safaa Rashed (IRQ)        | C     | 75,50     | 130           | 137           | 140           | 21            | 175            | 185            | 185            | 21             | 315        |
| 21   | Samet Keleş (TUR)         | C     | 76,66     | 145           | 150           | 150           | 19            | 160            | 165            | 170            | 22             | 315        |
| 22   | Sitthisak Suphalak (THA)  | C     | 76,94     | 132           | 132           | 138           | 22            | 158            | 162            | 166            | 25             | 304        |
| 23   | Enrico Cangemi (ITA)      | C     | 76,34     | 135           | 140           | 140           | 24            | 165            | 165            | 166            | 24             | 301        |
| 24   | Aman Meredow (TKM)        | C     | 76,71     | 130           | 130           | 136           | 23            | 150            | 156            | 161            | 26             | 292        |
| 25   | Petit Minkoumba (CMR)     | C     | 76,43     | 125           | 130           | 130           | 26            | 155            | 160            | 161            | 27             | 280        |
| 26   | Ian Critchlow (WAL)       | C     | 72,75     | 83            | 87            | 92            | 27            | 107            | 112            | 115            | 28             | 199        |
| —    | Ensar Musić (CRO)         | B     | 76,64     | 135           | 135           | 135           | 25            | 175            | 175            | 175            | —              | —          |
| —    | Ibrahim Ramadan (EGY)     | A     | 76,39     | 152           | 153           | 153           | —             | 190            | 190            | 195            | 9              | —          |
| —    | Jasurbek Jumaýew (TKM)    | B     | 76,88     | 145           | 145           | 145           | —             | 160            | 170            | 175            | 23             | —          |
| DQ   | Johan Nyström (FIN)       | C     | 76,72     | 130           | 130           | 130           | —             | 165            | 172            | 172            | —              | —          |
| DQ   | Hosni Daher (PLE)         | C     | 76,12     | 85            | 90            | 93            | —             | 105            | 110            | 110            | —              | —          |

## Novos recordes
| Arremesso | 174 kg | Lu Xiaojun (CHN) | RM | [ 1 ] |
| Total     | 378 kg | Lu Xiaojun (CHN) | RM | [ 1 ] |